# Strzelectwo na Letnich Igrzyskach Olimpijskich 2016 – karabin małokalibrowy, trzy postawy, 50 m (kobiety)
Strzelanie z karabinu małokalibrowego w trzech postawach z odległości 50 metrów kobiet – konkurencja rozegrana 11 sierpnia 2016 roku podczas letnich igrzysk w Rio de Janeiro.
W kwalifikacjach wystąpiło 37 zawodniczek. Każda z nich miała po 20 strzałów z karabinu małokalibrowego w pozycji stojącej, klęczącej i leżącej (razem 60 strzałów) z odległości 50 metrów. Punkty były przyznawane w zakresie od 1 do 10 punktów. Osiem strzelczyń z najwyższą sumą punktów wszystkich prób awansowało do finału.
W finałowej rundzie każda z zawodniczek miała dodatkowe 20 strzałów, które były oddawane w pozycji stojącej. Zakres możliwych punktów wynosił od 1 do 10,9 punktu. Klasyfikacja końcowa była ustalona według sumie zdobytych punktów.
Złoty medal zdobyła Niemka Barbara Engleder, srebrny – Chinka Zhang Binbin, a brązowy – również Chinka Du Li.

## Terminarz
| Data             | Godzina |              |
| ---------------- | ------- | ------------ |
| 11 sierpnia 2016 | 14:00   | Kwalifikacje |
| 11 sierpnia 2016 | 17:00   | Finał        |

## Rekordy
Rekordy świata i olimpijskie przed rozpoczęciem zawodów:
Runda kwalifikacyjna – 125 strzałów
| WR | Snježana Pejčić | 594 | Rio de Janeiro | 22 kwietnia 2016 |
| OR | –               | –   | –              | –                |

Runda finałowa – 20 strzałów
| WR | Petra Zublasing | 464,7 | Baku | 19 czerwca 2015 |
| OR | –               | –     | –    | –               |

## Wyniki
Źródło:

### Kwalifikacje
| Pozycja | Zawodniczka              | Reprezentacja     | Wynik   | Uwagi |
| ------- | ------------------------ | ----------------- | ------- | ----- |
| 1       | Petra Zublasing          | Włochy            | 589-29x | , Q   |
| 2       | Nina Christen            | Szwajcaria        | 586-27x | Q     |
| 3       | Olivia Hofmann           | Austria           | 586-27x | Q     |
| 4       | Du Li                    | Chiny             | 586-27x | Q     |
| 5       | Barbara Engleder         | Niemcy            | 583-28x | Q     |
| 6       | Najmeh Khedmati          | Iran              | 583-27x | Q     |
| 7       | Zhang Binbin             | Chiny             | 582-31x | Q     |
| 8       | Adéla Bruns              | Czechy            | 582-24x | Q     |
| 9       | Gankhuyagiin Nandinzayaa | Mongolia          | 582-22x |       |
| 10      | Eglis Yaima Cruz         | Kuba              | 581-27x |       |
| 11      | Virginia Thrasher        | Stany Zjednoczone | 581-26x |       |
| 12      | Snježana Pejčić          | Chorwacja         | 580-27x |       |
| 13      | Stine Nielsen            | Dania             | 579-26x |       |
| 14      | Eva Rösken               | Niemcy            | 579-24x |       |
| 15      | Daria Wdowina            | Rosja             | 579-19x |       |
| 16      | Agnieszka Nagay          | Polska            | 578-28x |       |
| 17      | Malin Westerheim         | Norwegia          | 578-28x |       |
| 18      | Jennifer McIntosh        | Wielka Brytania   | 578-23x |       |
| 19      | Ivana Maksimović         | Serbia            | 578-22x |       |
| 20      | Laurence Brize           | Francja           | 577-21x |       |
| 21      | Natalja Kalnysz          | Ukraina           | 577-21x |       |
| 22      | Julianna Miskolczi       | Węgry             | 577-20x |       |
| 23      | Sylwia Bogacka           | Polska            | 577-19x |       |
| 24      | Yarimar Mercado          | Portoryko         | 576-21x |       |
| 25      | Nikola Mazurová          | Czechy            | 575-26x |       |
| 26      | Jelizawieta Korol        | Kazachstan        | 575-26x |       |
| 27      | Mahlagha Jambozorg       | Iran              | 574-28x |       |
| 28      | Andrea Arsović           | Serbia            | 573-16x |       |
| 29      | Tanja Perec              | Chorwacja         | 572-22x |       |
| 30      | Živa Dvoršak             | Słowenia          | 572-17x |       |
| 31      | Amelia Fournel           | Argentyna         | 571-20x |       |
| 32      | Lee Kye-rim              | Korea Południowa  | 570-26x |       |
| 33      | Sarah Scherer            | Stany Zjednoczone | 570-24x |       |
| 34      | Jasmine Ser              | Singapur          | 568-23x |       |
| 35      | Jang Geum-young          | Korea Południowa  | 568-15x |       |
| 36      | Dianelys Pérez           | Kuba              | 568-15x |       |
| 37      | Rosane Ewald             | Brazylia          | 550-17x |       |

### Finał
| Pozycja | Zawodniczka      | Reprezentacja | Wynik | Uwagi |
| ------- | ---------------- | ------------- | ----- | ----- |
|         | Barbara Engleder | Niemcy        | 458,6 | OR    |
|         | Zhang Binbin     | Chiny         | 458,4 |       |
|         | Du Li            | Chiny         | 447,4 |       |
| 4       | Petra Zublasing  | Włochy        | 437,7 |       |
| 5       | Olivia Hofmann   | Austria       | 424,5 |       |
| 6       | Nina Christen    | Szwajcaria    | 414,8 |       |
| 7       | Adéla Bruns      | Czechy        | 404,3 |       |
| 8       | Najmeh Khedmati  | Iran          | 402,3 |       |